# Sentai
 (juin 2023).
Si vous disposez d'ouvrages ou d'articles de référence ou si vous connaissez des sites web de qualité traitant du thème abordé ici, merci de compléter l'article en donnant les références utiles à sa vérifiabilité et en les liant à la section « Notes et références ».
Ne doit pas être confondu avec Super sentai.
Un sentai (en japonais, sentai (戦隊)) est une unité militaire et peut se traduire littéralement par escadron, force opérationnelle, division (de navires), groupe ou aile. Les termes régiment et flottille, bien que parfois utilisés comme traductions de sentai, sont également utilisés pour désigner des formations plus importantes.

## Sentaide l'aviation impériale japonaise
Le terme désigne pendant la Seconde Guerre mondiale les unités d'aviation militaire du service aérien de l'Armée impériale japonaise et du service aérien de la Marine impériale japonaise équivalentes.
Un sentai dans l'aviation se compose de deux à quatre escadrons (chūtai). Deux sentai ou plus constituent un hikōdan (brigade aérienne). Dans les dernières étapes de la Seconde Guerre mondiale, les chūtai sont abolis et divisé en hikōtai (unités volantes) et seibitai (unités de maintenance). Un commandant sentai (sentaichō) est généralement un lieutenant-colonel.
Dans l'aviation marine, un sentai est une unité plus grande : un kōkūtai est l'équivalent d'un sentai. Plusieurs sentai constituent un kantai (flotte aérienne). Un sentaichō est généralement un capitaine de marine.